# Luxemburgi labdarúgókupa
A luxemburgi labdarúgókupa (franciául: Coupe de Luxembourg) a luxemburgi labdarúgás nemzeti egyenes kieséses rendszerű kupája.  Először 1922-ben rendezték meg, és azóta is minden évben megrendezik, leszámítva a német megszállás négy évét a második világháborúban.

## Győztesek
| Év          | Győztes                                               | Végeredmény                                                                        | Második helyezett                                     |
| ----------- | ----------------------------------------------------- | ---------------------------------------------------------------------------------- | ----------------------------------------------------- |
| 1922        | Racing Club Luxembourg                                | 2–0                                                                                | Jeunesse Esch                                         |
| 1923        | Fola Esch                                             | 3–0                                                                                | Union Luxembourg                                      |
| 1924        | Fola Esch                                             | 2–0                                                                                | Red Boys Differdange                                  |
| 1925        | Red Boys Differdange                                  | 1–1 (hosszabbítás után) 3–0 (újrajátszás)                                          | Spora Luxembourg                                      |
| 1926        | Red Boys Differdange                                  | 5–2                                                                                | Union Luxembourg                                      |
| 1927        | Red Boys Differdange                                  | 3–2                                                                                | Jeunesse Esch                                         |
| 1928        | Spora Luxembourg                                      | 2–2 (hosszabbítás után) 3–3 (hosszabbítás után) (újrajátszás) 5–2 (2. újrajátszás) | Stade Dudelange                                       |
| 1929        | Red Boys Differdange                                  | 5–3                                                                                | Spora Luxembourg                                      |
| 1930        | Red Boys Differdange                                  | 2–1                                                                                | Spora Luxembourg                                      |
| 1931        | Red Boys Differdange                                  | 5–3                                                                                | Spora Luxembourg                                      |
| 1932        | Spora Luxembourg                                      | 2–1                                                                                | Red Boys Differdange                                  |
| 1933        | Progrès Niedercorn                                    | 4–1                                                                                | Union Luxembourg                                      |
| 1934        | Red Boys Differdange                                  | 5–2                                                                                | Spora Luxembourg                                      |
| 1935        | Jeunesse Esch                                         | 4–2                                                                                | Red Boys Differdange                                  |
| 1936        | Red Boys Differdange                                  | 2–0                                                                                | Stade Dudelange                                       |
| 1937        | Jeunesse Esch                                         | 3–0                                                                                | Union Luxembourg                                      |
| 1938        | Stade Dudelange                                       | 1–0                                                                                | National Schifflange                                  |
| 1939        | US Dudelange                                          | 2–1                                                                                | Stade Dudelange                                       |
| 1940        | Spora Luxembourg                                      | 6–2                                                                                | Stade Dudelange                                       |
| 1941 – 1944 | A kupát nem rendezték meg a második világháború miatt | A kupát nem rendezték meg a második világháború miatt                              | A kupát nem rendezték meg a második világháború miatt |
| 1945        | Progrès Niedercorn                                    | 2–0                                                                                | Spora Luxembourg                                      |
| 1946        | Jeunesse Esch                                         | 3–1                                                                                | Progrès Niedercorn                                    |
| 1947        | Union Luxembourg                                      | 2–1                                                                                | Stade Dudelange                                       |
| 1948        | Stade Dudelange                                       | 1–0                                                                                | Red Boys Differdange                                  |
| 1949        | Stade Dudelange                                       | 1–0                                                                                | Racing Rodange                                        |
| 1950        | Spora Luxembourg                                      | 5–1                                                                                | Red Boys Differdange                                  |
| 1951        | SC Tétange                                            | 1–1 (hosszabbítás után) 2–0 (újrajátszás)                                          | CS Grevenmacher                                       |
| 1952        | Red Boys Differdange                                  | 1–0                                                                                | Red Star Merl                                         |
| 1953        | Red Boys Differdange                                  | 2–1                                                                                | CS Grevenmacher                                       |
| 1954        | Jeunesse Esch                                         | 5–0                                                                                | CS Grevenmacher                                       |
| 1955        | Fola Esch                                             | 1–1 (hosszabbítás után) 4–1 (újrajátszás)                                          | Red Boys Differdange                                  |
| 1956        | Stade Dudelange                                       | 3–1                                                                                | Progrès Niedercorn                                    |
| 1957        | Spora Luxembourg                                      | 2–1                                                                                | Stade Dudelange                                       |
| 1958        | Red Boys Differdange                                  | 2–1                                                                                | US Dudelange                                          |
| 1959        | Union Luxembourg                                      | 3–1                                                                                | CS Grevenmacher                                       |
| 1960        | National Schifflange                                  | 3–0                                                                                | Stade Dudelange                                       |
| 1961        | Alliance Dudelange                                    | 3–2                                                                                | Union Luxembourg                                      |
| 1962        | Alliance Dudelange                                    | 1–0                                                                                | Union Luxembourg                                      |
| 1963        | Union Luxembourg                                      | 2–1                                                                                | Spora Luxembourg                                      |
| 1964        | Union Luxembourg                                      | 1–0                                                                                | Aris Bonnevoie                                        |
| 1965        | Spora Luxembourg                                      | 1–0                                                                                | Jeunesse Esch                                         |
| 1966        | Spora Luxembourg                                      | 2–0                                                                                | Jeunesse Esch                                         |
| 1967        | Aris Bonnevoie                                        | 1–0                                                                                | Union Luxembourg                                      |
| 1968        | US Rumelange                                          | 0–0 (hosszabbítás után) 1–0 (újrajátszás)                                          | Aris Bonnevoie                                        |
| 1969        | Union Luxembourg                                      | 5–2                                                                                | Alliance Dudelange                                    |
| 1970        | Union Luxembourg                                      | 1–0                                                                                | Red Boys Differdange                                  |
| 1971        | Jeunesse Hautcharage                                  | 4–1                                                                                | Jeunesse Esch                                         |
| 1972        | Red Boys Differdange                                  | 4–3                                                                                | Aris Bonnevoie                                        |
| 1973        | Jeunesse Esch                                         | 3–2                                                                                | Fola Esch                                             |
| 1974        | Jeunesse Esch                                         | 4–1                                                                                | Avenir Beggen                                         |
| 1975        | US Rumelange                                          | 2–0                                                                                | Jeunesse Esch                                         |
| 1976        | Jeunesse Esch                                         | 2–1                                                                                | Aris Bonnevoie                                        |
| 1977        | Progrès Niedercorn                                    | 4–4 (hosszabbítás után) 3–1 (rájátszás)                                            | Red Boys Differdange                                  |
| 1978        | Progrès Niedercorn                                    | 2–1                                                                                | Union Luxembourg                                      |
| 1979        | Red Boys Differdange                                  | 4–1                                                                                | Aris Bonnevoie                                        |
| 1980        | Spora Luxembourg                                      | 3–2                                                                                | Progrès Niedercorn                                    |
| 1981        | Jeunesse Esch                                         | 5–0                                                                                | Olympique Eischen                                     |
| 1982        | Red Boys Differdange                                  | 2–1                                                                                | US Rumelange                                          |
| 1983        | Avenir Beggen                                         | 4–2                                                                                | Union Luxembourg                                      |
| 1984        | Avenir Beggen                                         | 4–1                                                                                | US Rumelange                                          |
| 1985        | Red Boys Differdange                                  | 1–0                                                                                | Jeunesse Esch                                         |
| 1986        | Union Luxembourg                                      | 4–1                                                                                | Red Boys Differdange                                  |
| 1987        | Avenir Beggen                                         | 6–0                                                                                | Spora Luxembourg                                      |
| 1988        | Jeunesse Esch                                         | 1–0                                                                                | Avenir Beggen                                         |
| 1989        | Union Luxembourg                                      | 2–0                                                                                | Avenir Beggen                                         |
| 1990        | Swift Hesperange                                      | 3–3 (hosszabbítás után) 7–1 (újrajátszás)                                          | AS Differdange                                        |
| 1991        | Union Luxembourg                                      | 3–0                                                                                | Jeunesse Esch                                         |
| 1992        | Avenir Beggen                                         | 1–0                                                                                | CS Pétange                                            |
| 1993        | Avenir Beggen                                         | 5–2                                                                                | F91 Dudelange                                         |
| 1994        | Avenir Beggen                                         | 3–1                                                                                | F91 Dudelange                                         |
| 1995        | CS Grevenmacher                                       | 1–1 (hosszabbítás után) 3–2 (újrajátszás)                                          | Jeunesse Esch                                         |
| 1996        | Union Luxembourg                                      | 3–1                                                                                | Jeunesse Esch                                         |
| 1997        | Jeunesse Esch                                         | 2–0                                                                                | Union Luxembourg                                      |
| 1998        | CS Grevenmacher                                       | 2–0                                                                                | Avenir Beggen                                         |
| 1999        | Jeunesse Esch                                         | 3–0                                                                                | FC Mondercange                                        |
| 2000        | Jeunesse Esch                                         | 4–1                                                                                | FC Mondercange                                        |
| 2001        | Etzella Ettelbruck                                    | 5–3                                                                                | FC Wiltz 71                                           |
| 2002        | Avenir Beggen                                         | 1–0                                                                                | F91 Dudelange                                         |
| 2003        | CS Grevenmacher                                       | 1–0                                                                                | Etzella Ettelbruck                                    |
| 2004        | F91 Dudelange                                         | 3–1 (hosszabbítás után)                                                            | Etzella Ettelbruck                                    |
| 2005        | CS Pétange                                            | 5–0                                                                                | FC CeBra 01                                           |
| 2006        | F91 Dudelange                                         | 3–2                                                                                | Jeunesse Esch                                         |
| 2007        | F91 Dudelange                                         | 2–1                                                                                | UN Käerjeng 97                                        |
| 2008        | CS Grevenmacher                                       | 4–1                                                                                | Victoria Rosport                                      |
| 2009        | F91 Dudelange                                         | 5–0                                                                                | UN Käerjeng 97                                        |
| 2010        | FC Differdange 03                                     | 1–0                                                                                | CS Grevenmacher                                       |
| 2011        | FC Differdange 03                                     | 1–0                                                                                | F91 Dudelange                                         |
| 2012        | F91 Dudelange                                         | 4–3 (hosszabbítás után)                                                            | AS Jeunesse Esch                                      |
| 2013        | AS Jeunesse Esch                                      | 2–1                                                                                | FC Differdange 03                                     |
| 2014        | FC Differdange 03                                     | 2–0                                                                                | F91 Dudelange                                         |
| 2015        | FC Differdange 03                                     | 1–1 (t:3-2)                                                                        | F91 Dudelange                                         |
| 2016        | F91 Dudelange                                         | 1–0                                                                                | US Mondorf-les-Bains                                  |
| 2017        | F91 Dudelange                                         | 4–1                                                                                | CS Fola Esch                                          |
| 2018        | Racing FC                                             | 0–0 (t:4-3)                                                                        | US Hostert                                            |

## Statisztikák

### Klubonkénti teljesítmény
| Klub                       | Győzelmek | Második helyezések | Győztes évek                                                                             |
| -------------------------- | --------- | ------------------ | ---------------------------------------------------------------------------------------- |
| FA Red Boys Differdange    | 15        | 9                  | 1925, 1926, 1927, 1929, 1930, 1931, 1934, 1936, 1952, 1953, 1958, 1972, 1979, 1982, 1985 |
| Jeunesse Esch              | 13        | 12                 | 1935, 1937, 1946, 1954, 1973, 1974, 1976, 1981, 1988, 1997, 1999, 2000, 2013             |
| Union Luxembourg           | 10        | 10                 | 1947, 1959, 1963, 1964, 1969, 1970, 1986, 1989, 1991, 1996                               |
| CA Spora Luxembourg        | 8         | 8                  | 1928, 1932, 1940, 1940, 1957, 1965, 1966, 1980                                           |
| F91 Dudelange              | 7         | 6                  | 2004, 2006, 2007, 2009, 2012, 2016, 2017                                                 |
| FC Avenir Beggen           | 7         | 4                  | 1983, 1984, 1987, 1992, 1993, 1994, 2002                                                 |
| Stade Dudelange            | 4         | 7                  | 1938, 1948, 1949, 1956                                                                   |
| CS Grevenmacher            | 4         | 5                  | 1995, 1998, 2003, 2008                                                                   |
| FC Progrès Niedercorn      | 4         | 3                  | 1933, 1945, 1977, 1978                                                                   |
| FC Differdange 03          | 4         | 1                  | 2010, 2011, 2014, 2015                                                                   |
| CS Fola Esch               | 3         | 2                  | 1923, 1924, 1955                                                                         |
| US Rumelange               | 2         | 2                  | 1968, 1975                                                                               |
| Alliance Dudelange         | 2         | 1                  | 1961, 1962                                                                               |
| FC Aris Bonnevoie          | 1         | 5                  | 1967                                                                                     |
| FC Etzella Ettelbruck      | 1         | 2                  | 2001                                                                                     |
| CS Pétange                 | 1         | 1                  | 2005                                                                                     |
| National Schifflange       | 1         | 1                  | 1960                                                                                     |
| US Dudelange               | 1         | 1                  | 1939                                                                                     |
| Jeunesse Hautcharage       | 1         | 0                  | 1971                                                                                     |
| Racing Club Luxembourg     | 1         | 0                  | 1922                                                                                     |
| SC Tétange                 | 1         | 0                  | 1951                                                                                     |
| Swift Hesperange           | 1         | 0                  | 1990                                                                                     |
| Racing FC Union Luxembourg | 1         | 0                  | 2018                                                                                     |
| FC Mondercange             | 0         | 2                  |                                                                                          |
| Racing Rodange             | 0         | 1                  |                                                                                          |
| Cebra FC 01                | 0         | 1                  |                                                                                          |
| AS Differdange             | 0         | 1                  |                                                                                          |
| Olympique Eischen          | 0         | 1                  |                                                                                          |
| Red Star Merl              | 0         | 1                  |                                                                                          |
| UN Käerjéng 97             | 0         | 1                  |                                                                                          |
| FC Wiltz 71                | 0         | 1                  |                                                                                          |
| FC Victoria Rosport        | 0         | 1                  |                                                                                          |

### Városonkénti teljesítmény
| Város             | Győzelmek | Második helyezések |
| ----------------- | --------- | ------------------ |
| Luxembourg City   | 28        | 29                 |
| Differdange       | 17        | 12                 |
| Esch-sur-Alzette  | 16        | 13                 |
| Dudelange         | 13        | 13                 |
| Grevenmacher      | 4         | 5                  |
| Niederkorn        | 4         | 3                  |
| Rumelange         | 2         | 2                  |
| Ettelbruck        | 1         | 2                  |
| Pétange           | 1         | 1                  |
| Schifflange       | 1         | 1                  |
| Hautcharage       | 1         | 0                  |
| Hesperange        | 1         | 0                  |
| Tétange           | 1         | 0                  |
| Mondercange       | 0         | 2                  |
| Bascharage        | 0         | 1                  |
| Eischen           | 0         | 1                  |
| Rodange           | 0         | 1                  |
| Rosport           | 0         | 1                  |
| Wiltz             | 0         | 1                  |
| Mondorf-les-Bains | 0         | 1                  |
| Hostert           | 0         | 1                  |

### Kantononkénti teljesítmény
| Kanton           | Győzelmek | Második helyezések |
| ---------------- | --------- | ------------------ |
| Esch-sur-Alzette | 54        | 48                 |
| Luxembourg       | 29        | 30                 |
| Grevenmacher     | 4         | 5                  |
| Capellen         | 1         | 2                  |
| Diekirch         | 1         | 2                  |
| Echternach       | 0         | 1                  |
| Wiltz            | 0         | 1                  |